# The Terminators
Pour plus de détails, voir Fiche technique et Distribution.
The Terminators est un film américain de science-fiction réalisé par Xavier S. Puslowski et produit par The Asylum, sorti directement en DVD en 2009. Ce film est un mockbuster du film Terminator Renaissance. Il met en scène Jeremy London, Paul Logan et A Martinez.

## Synopsis
Dans l'avenir, des robots ont été créés pour aider l'humanité. Mais ils se rebellent et prennent le contrôle de la Terre entière. Un petit groupe de combattants survivants, menés par le shérif Reed Carpenter (A. Martinez) et Kurt Ross (Jeremy London) essaie de reprendre le contrôle de la Terre.

## Fiche technique
- Titre original : The Terminators
- Réalisation : Xavier S. Puslowski
- Scénario : David Michael Latt et Jose Prendes
- Histoire : William Morey
- Décors : John Ruiz (crédité John E. Ruiz)
- Costumes : Michelle Hodnett
- Photographie : Mark Atkins
- Montage : Brian Brinkman et Bobby K. Richardson (crédité Bobby Richardson)
- Musique : Chris Ridenhour
- Production : David Michael Latt, Davi Rimawi et Paul Bales
- Société de distribution : The Asylum
- Budget : 250 000 $
- Langue de tournage : anglais
- Format : couleurs
- Genre : Science-fiction
- Durée : 89 minutes
- Date de sortie : aux États-Unis : 28 avril 2009

## Distribution
- Jeremy London : Kurt Ross
- Paul Logan : TR-4
- A Martinez : Le shérif Reed Carpenter
- Stephen Blackehart : Logan
- Lauren Walsh (en) : Chloe

## Production

### Lieux de tournage
Le film a été tourné à Oxnard et à Santa Clarita en Californie.

## Bande originale
- Theatre of Pain par Siva Noir.